# Palatul Dejan
Palatul Dejan sau Deschan, cunoscut și sub numele de Palatul Scherter este un edificiu din Timișoara construit în 1735 de către consilierul Deschan în stil neoclasic.

## Istoric
Numele acestuia provine de la familia de origine franceză de Jean care ulterior și-a schimbat numele în Deschann de Hansen. Mai târziu aici a luat ființă primul bazar din Timișoara. Pentru mult timp numele de referință pentru timișoreni a fost „Bazarul”.
În 1802 a fost supraetajat, unde în 1830 la etajul I a fost amenajat un cazinou.
Palatul a fost retrocedat după revoluție iar în ultimii ani a schimbat proprietarul și a fost complet renovat. În prezent în interiorul lui se găsesc spații comerciale.